# Kenta Tokushige
Kenta Tokushige (徳重 健太 Tokushige Kenta?, nacido el 9 de marzo de 1984 en Kagoshima) es un futbolista japonés que se desempeña como guardameta.

## Trayectoria

### Clubes
| Club             | País  | Año         |
| ---------------- | ----- | ----------- |
| Urawa Reds       | Japón | 2002 - 2005 |
| Cerezo Osaka     | Japón | 2004        |
| Vissel Kobe      | Japón | 2005 - 2017 |
| V-Varen Nagasaki | Japón | 2018 -      |

## Estadística de carrera

### J. League
| Club         | Año   | J. League | J. League | Copa J. League | Copa J. League | Total | Total |
| Club         | Año   | Part.     | Goles     | Part.          | Goles          | Part. | Goles |
| ------------ | ----- | --------- | --------- | -------------- | -------------- | ----- | ----- |
| Urawa Reds   | 2002  | 0         | 0         | 0              | 0              | 0     | 0     |
| Urawa Reds   | 2003  | 0         | 0         | 0              | 0              | 0     | 0     |
| Urawa Reds   | 2004  | 0         | 0         | 0              | 0              | 0     | 0     |
| Cerezo Osaka | 2004  | 1         | 0         | 0              | 0              | 1     | 0     |
| Urawa Reds   | 2005  | 0         | 0         | 0              | 0              | 0     | 0     |
| Vissel Kobe  | 2005  | 4         | 0         | 0              | 0              | 4     | 0     |
| Vissel Kobe  | 2006  | 3         | 0         | -              | -              | 3     | 0     |
| Vissel Kobe  | 2007  | 5         | 0         | 4              | 0              | 9     | 0     |
| Vissel Kobe  | 2008  | 9         | 0         | 0              | 0              | 9     | 0     |
| Vissel Kobe  | 2009  | 0         | 0         | 4              | 0              | 4     | 0     |
| Vissel Kobe  | 2010  | 13        | 0         | 2              | 0              | 15    | 0     |
| Vissel Kobe  | 2011  | 34        | 0         | 2              | 0              | 36    | 0     |
| Vissel Kobe  | 2012  | 31        | 0         | 3              | 0              | 34    | 0     |
| Vissel Kobe  | 2013  | 24        | 0         | -              | -              | 24    | 0     |
| Vissel Kobe  | 2014  | 7         | 0         | 1              | 0              | 8     | 0     |
| Vissel Kobe  | 2015  | 5         | 0         | 2              | 0              | 7     | 0     |
| Vissel Kobe  | 2016  | 0         | 0         | 6              | 0              | 6     | 0     |
| Vissel Kobe  | 2017  | 3         | 0         | 3              | 0              | 6     | 0     |
| Total        | Total | 139       | 0         | 27             | 0              | 166   | 0     |